# Hans Ole Hansen
Hans Ole Hansen (født 20. februar 1949) er en dansk politiker fra partiet Venstre, der fra 1990 til 2004 var borgmester i Assens Kommune. Han afløste socialdemokraten Anders Peter Nielsen.
Hansen var oprindeligt udlært smed og arbejdede dermed, bl. a. på Gelsted Maskinfabrik. I 1975 overtog han imidlertid gården Pilehavegård i Saltofte fra faderen Rasmus Hansen, og blev landmand. I september 1982 udtrådte Venstres byrådsmedlem Britta Schall Holberg af byrådet for at blive minister i Regeringen Poul Schlüter I, og Hans Ole Hansen overtog hendes plads i byrådet. 1. februar 1983 udtrådte endvidere den hidtidige formand for socialudvalget Sisse Voss fra byrådet af helbredsmæssige grunde, og Hans Ole Hansen blev af partifællen, borgmester Peter Thaysen udnævnt til hendes efterfølger som formand for udvalget. I 1985 genopstillede Hans Ole Hansen ikke ved valget, men vendte tilbage ved valget i 1989, hvor han også var partiets spidskandidat. Det lykkedes Hansen at slå den siddende borgmester, socialdemokraten Anders Peter Nielsen, og blive borgmester. Han trådte tilbage som borgmester i 2004, hvor den konservative Truels Schultz blev konstitueret.
Efter sin afgang som borgmester har Hans Ole Hansen været medlem af bestyrelsen for Bryggeriet Vestfyen. Derudover var han i sine unge dage fodboldspiller for Assens FC, der spillede i Danmarksserien.